# 10459 Владічайка
10459 Владічайка (10459 Vladichaika) — астероїд головного поясу, відкритий 27 вересня 1978 року.
Тіссеранів параметр щодо Юпітера — 3,493.